# Gmina Bodzechów
Die Gmina Bodzechów ist eine Landgemeinde im Powiat Ostrowiecki der Woiwodschaft Heiligkreuz in Polen. Ihr Sitz ist nicht das gleichnamige Dorf, sondern die nahegelegene Kreisstadt Ostrowiec Świętokrzyski.

## Gliederung
Zur Landgemeinde (gmina wiejska) Bodzechów gehören folgende Dörfer mit einem Schulzenamt:
Bodzechów
Broniszowice
Chmielów
Denkówek
Goździelin
Gromadzice
Jędrzejowice
Jędrzejów
Kosowice
Magonie
Miłków
Mirkowice
Moczydło
Mychów
Mychów-Kolonia
Nowa Dębowa Wola
Podszkodzie
Przyborów
Romanów
Sarnówek Duży
Sarnówek Mały
Stara Dębowa Wola
Sudół
Szewna
Szwarszowice
Szyby
Świrna
Wólka Bodzechowska
Weitere Ortschaften der Gemeinde sind:
Bodzechów-Folwark
Brzeźniak
Cegielnia
Chmielówek
Dolna Połać
Dunale
Dwór
Dwór
Dwór
Dębina
Folwark
Górna Połać
Góry
Granica
Grelce
Grzmiąca Góra
Henryków
Horodelszczyzna
Jarugi
Jelenia Góra
Jeziorko
Jędrzejowice-Kolonie
Kolonia Miłkowska
Kotówka
Kozłowiec
Kościelec
Kąty
Kąty Leśne
Madejówka
Marianków
Marianków Bankowy
Mirkowice-Kolonia
Mirkówka
Mizeratka
Moczydło
Mychów Poduchowny
Mychów-Gotówki
Mychów-Serwituty
Młyn
Na Karczmarkach
Na Serwitucie
Na Wiatraku
Niwka
Obręczyca-Czworaki
Olszówka
Osiedle Robotnicze
Papiernia
Piaskowy
Pod Szosą
Podlesie
Poręba
Pozorek
Praga
Przy Szosie
Przy Szosie
Przy Zofiówce
Płatkowizna
Romanów
Skarszyny
Sowia Góra
Stara Szewna
Stara Wieś
Stary Gościniec
Sudół Dolny
Sudół Górny
Szewna Górna
Szewna-Kolonia
Szwarszowice-Kolonia
Szymanów
Urzyce
W Dołach
Widoki
Wodziradz
Woźna Góra
Woźniakówka
Wrzosy
Zagaje
Zakanale
Zamłynie
Zarzecze
Łączki
Świrzanki
Żurawka
Żurawka

## Verkehr
Der Dienstbahnhof Bodzechów liegt an der Bahnstrecke Łódź–Dębica.

## Persönlichkeiten
- Mira Kubasińska (1944–2005), Bluessängerin; geboren in Bodzechów
- Felicjan Feliks Pancer (1798–1851), Brücken-Bauingenieur und Hochschullehrer; geboren in Bodzechów